# М'ясникова Юлія Владиславівна
Юлія Владиславівна М'ясникова (нар. 13 червня 1993, Караганда, Казахстан) — казахська футболістка, захисниця московського ЦСКА та збірної Казахстану.

## Життєпис
Вихованка карагандинського футболу. На початку дорослої кар'єри виступала за клуб «Алма-КТЖ», а потім близько 10 років — за «БІІК-Казигурт». Шестикратна чемпіонка і неодноразовий призер чемпіонату Казахстану. У 2018 році стала володаркою Кубку Казахстану й визнана найкращою гравчинею розіграшу. Брала участь в декількох розіграшах жіночої Ліги чемпіонів і провела в цьому турнірі близько 30 матчів, найкращим результатом став вихід у 1/8 фіналу в 2018 році.
У 2019 році перейшла у російський клуб ЦСКА. Дебютний матч у вищому дивізіоні Росії зіграла 2 травня 2019 року проти московського «Локомотива», замінивши на 88-й хвилині Маргариту Черномирдіну. Перший м'яч забила 20 травня 2019 року в ворота клубу «Рязань-ВДВ». Чемпіонка Росії 2019 і 2020 років.
Багато років виступає за національну збірну Казахстану. У відбіркових турнірах чемпіонатів Європи та світу зіграла понад 30 матчів.